# Бостан (Жетысуская область)
Бостан (каз. Бостан) — село в Кербулакском районе Жетысуской области Казахстана. Входит в состав Талдыбулакского сельского округа. Код КАТО — 194641200.

## Население
В 1999 году население села составляло 763 человека (411 мужчин и 352 женщины). По данным переписи 2009 года, в селе проживали 743 человека (382 мужчины и 361 женщина).